# Terrenate, Tenancingo
Terrenate är en ort i Mexiko.   Den ligger i kommunen Tenancingo och delstaten Mexiko, i den sydöstra delen av landet, 70 km sydväst om huvudstaden Mexico City. Terrenate ligger 2 133 meter över havet och antalet invånare är 527.
Terrängen runt Terrenate är kuperad. Runt Terrenate är det tätbefolkat, med 427 invånare per kvadratkilometer. Närmaste större samhälle är Tenango de Arista, 19,6 km norr om Terrenate. I omgivningarna runt Terrenate växer huvudsakligen savannskog.